# Luxembourg Red Lions
I Luxembourg Red Lions sono stati una squadra di football americano di Lussemburgo.
Fondati nel 1989, hanno chiuso nel 1998; hanno vinto un campionato belga.

## Palmarès
- 1 Campionato belga (1993)
- 1 Campionato belga di secondo livello (1992)